# U-280
U-280 — средняя немецкая подводная лодка типа VIIC времён Второй мировой войны.

## История
Заказ на постройку субмарины был отдан 5 июня 1941 года. Лодка была заложена 30 апреля 1942 года на верфи Бремен-Вулкан под строительным номером 45, спущена на воду 4 января 1943 года. Лодка вошла в строй 13 февраля 1943 года под командованием лейтенанта Вальтера Хангершаузена.

### Флотилии
- 13 февраля — 31 июля 1943 года — 8-я флотилия (учебная)
- 1 августа — 16 ноября 1943 года — 3-я флотилия

### История службы
Лодка совершила один боевой поход, успехов не достигла. Потоплена 16 ноября 1943 года к юго-западу от Исландии, в районе с координатами 49°11′ с. ш. 27°32′ з. д. глубинными бомбами с британского самолёта типа «Либерейтор». 49 погибших (весь экипаж).